# Israelisches Zentralbüro für Statistik

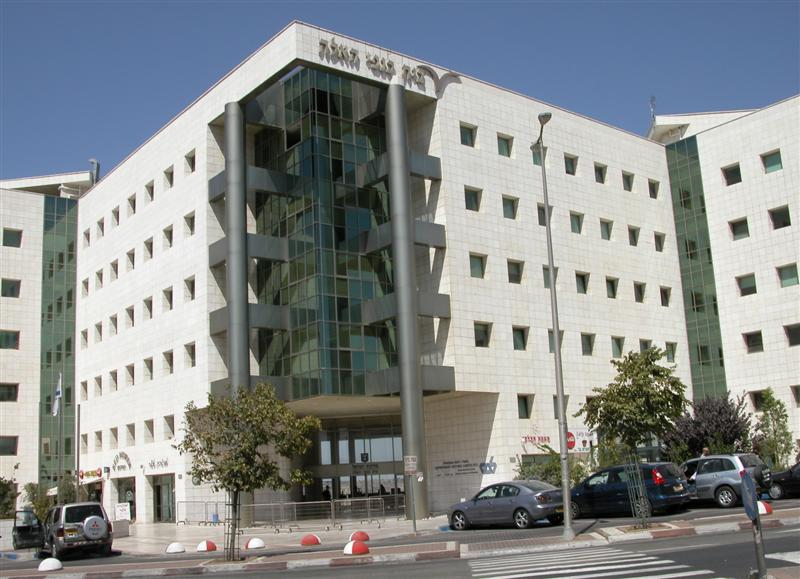
Hauptgebäude Jerusalem, Givʿat Schaʾul

Das israelische Zentralbüro für Statistik (hebräisch הַלִּשְׁכָּה הַמֶּרְכָּזִית לִסְטָטִיסְטִיקָה HaLischkah haMerkasīt liSṭaṭīsṭīqah; arabisch دائرة الإحصاء المركزية, DMG Dāʾirah al-Iḥṣāʾ al-Markazīyah; englisch Israel Central Bureau of Statistics, CBS) ist ein Büro der israelischen Regierung, das seit 1949 mit der Erstellung und Veröffentlichung von Statistiken über das Land Israel beauftragt ist.
Die veröffentlichten Berichte enthalten unter anderem Statistiken über die Bevölkerung, die Landwirtschaft, die Gesundheit und die Wirtschaft. Den Vorsitz hat ein Statistikbeamter, der auf Empfehlung des Premierministers ernannt wird. Das Büro wird zu 70 % durch die israelische Regierung finanziert und zu 30 % von privaten Organisationen.

## Weblink
- CBS Website

Koordinaten: 31° 47′ 15,7″ N, 35° 10′ 54,2″ O